# Andrew Drummond (banquier)
Andrew Drummond (1688-1769) est le fondateur de la Drummonds Bank à Charing Cross à Londres, qui fait maintenant partie de la Royal Bank of Scotland.

## Biographie
Andrew Drummond a été apprenti comme orfèvre à Édimbourg, mais vers 1712, il a créé sa propre entreprise d'orfèvrerie sous le signe de l'Aigle d'or sur le côté est de Charing Cross à Londres . En 1717, il ajoute une activité bancaire à l'orfèvrerie et il devint banquier orfèvre attira une clientèle croissante, en particulier des Écossais expatriés à Londres .
Il était le cinquième fils de Sir John Drummond de Machany qui avait été déclaré hors la loi en 1690 pour ses liens étroits avec la famille exilée du roi Jacques II déchu en France. Les trois fils aînés étaient morts jeunes, le quatrième fils, était William Drummond qui a hérité du titre de vicomte Strathallan, de son jeune cousin, également William Drummond en 1711 ,. Ses frères aînés et cadets ont tous deux pris une part active à la rébellion jacobite de 1715 et ont été faits prisonniers à Sheriffmuir. Cela semble avoir eu peu d'effet sur l'activité de la Drummonds Bank.
En 1716, Andrew Drummond épousa Isabella Strahan (décédée en 1731)  union dont il y avait au moins un fils, John Drummond .
En 1729, Andrew a acheté le domaine Stanmore dans le Middlesex. En 1745, le jeune prétendant, Charles Édouard Stuart leva son étendard à Glenfinnan et l'un des premiers adhérents à cette nouvelle rébellion jacobite fut le frère aîné d'Andrew Strathallan, qui commanda les forces rebelles en Écosse lorsque le prince envahit l'Angleterre et commanda plus tard le réserve de cavalerie lors de la fatidique bataille de Culloden en avril 1746, au cours de laquelle il fut tué. Les Strathallans ont été déclarés hors la loi par le Parlement , ce qui a obligé la Drummond's Bank à suspendre temporairement ses activités. Elle a repris ses activités, avec des administrateurs de la société comprenant les descendants d'Andrew mais aussi du vicomte Strathallan.
Il est décédé à Stanmore le 2 février 1769. La propriété de la banque est passée à son fils John et à son neveu Robert Drummond de Cadland .
La Drummonds Bank est devenue l'une des deux seules banques privées à survivre à Londres jusqu'au XXe siècle, lorsqu'elle a été reprise par la Royal Bank of Scotland .